# South African Open 1989
Il South African Open 1989 è stato un torneo di tennis giocato cemento indoor. È stata la 13ª edizione del torneo che fa parte del Nabisco Grand Prix 1989. Il torneo si è giocato a Johannesburg in Sudafrica dal 13 al 19 novembre 1989.

## Campioni

### Singolare maschile
Christo van Rensburg ha battuto in finale  Paul Chamberlin con il punteggio di 6–4, 7–6, 6–3

### Doppio maschile
Luke Jensen /  Richey Reneberg hanno battuto in finale  Kelly Jones /  Joey Rive con il punteggio di 6–0, 6–4